# جون أوري لويد
جون أوري لويد (بالإنجليزية: John Uri Lloyd)‏ هو كاتب خيال علمي وكاتب وصيدلي أمريكي، ولد في 19 أبريل 1849، وتوفي في 9 أبريل 1936.